# Luminosité solaire
Pour les articles homonymes, voir Luminosité (homonymie).

Evolution de la luminosité solaire au cours du temps.

En astrophysique, la luminosité solaire,  égale à celle du Soleil et notée L☉, est l'unité de luminosité conventionnellement utilisée pour exprimer la luminosité des étoiles. Par exemple, la luminosité de Véga (α de la Lyre) varie entre 34 et 40 L☉.
Depuis son assemblée générale de 2015, l'Union astronomique internationale distingue la luminosité solaire moyenne et la luminosité solaire nominale.

## Luminosité solaire moyenne
La luminosité solaire moyenne est notée L☉, notation composée de la lettre latine capitale L suivie, à droite et en indice, de ☉, symbole astronomique du Soleil.
Elle est donnée par :
{\displaystyle L_{\odot }=4\pi \,A^{2}\,S_{\odot }} ,
où
- {\displaystyle \pi } est le nombre pi ;
- {\displaystyle A} est l'unité astronomique de longueur (rayon moyen de l'orbite terrestre) ;
- {\displaystyle S_{\odot }} est la constante solaire (irradiance solaire quand le soleil est au zénith).

Sa valeur est :
{\displaystyle L_{\odot }=3{,}8275\;(\pm 0{,}0014)\times 10^{26}\;\mathrm {W} .}

## Luminosité solaire nominale
La luminosité solaire nominale est notée {\displaystyle {\mathcal {L}}_{\odot }^{\mathrm {N} }}.
Sa valeur est fixée à :
{\displaystyle {\mathcal {L}}_{\odot }^{\mathrm {N} }=3{,}828\times 10^{26}\;\mathrm {W} .}
Les astronomes utilisent encore beaucoup le système CGS : LN
☉ = 3,828 × 1033 erg/s (1 erg/s = 10–7 W). La masse du Soleil valant 1,989 1 × 1030 kg, donc 1,989 1 × 1033 g, la luminosité solaire est, avec les unités du système CGS, à peu près le double de la masse solaire.
Cette luminosité ne comprend pas la luminosité due aux neutrinos qui ajoute 0,023 L☉, soit 8,8 × 1024 W (ce qui donnerait un total de 3,916 × 1026 W), mais l'essentiel de ces neutrinos traverse la Terre sans interagir avec ses atomes.